# Divini redemptoris

Wappen Papst Pius’ XI.

Die Enzyklika Divini redemptoris  wurde von Papst Pius XI. verfasst und am 19. März 1937 veröffentlicht, sie behandelt „den atheistischen Kommunismus“.

## Inhaltliche Darstellung
Nachdem mit den Eingangsworten über Christus und die Menschengemeinschaft, sowie das Verhalten der Kirche gegenüber dem Kommunismus eingegangen wird, verurteilt Pius XI. die Entwicklung und Ausbreitung des Kommunismus. Weiterhin werden die Lehre der Kirche und die Rechte und Pflichten zwischen den Menschen und der Gesellschaft erörtert. In seinem Hauptteil weist er auf die Notwendigkeit der christlichen Soziallehre hin und stellt als wichtigstes Mittel zur Heilung die Erneuerung des christlichen Lebens und die Nächstenliebe in den Vordergrund.

## Kernaussage
Pius XI. stellt sich in allen Belangen dem atheistischen Kommunismus entgegen, sein Kampf gipfelt in der Veröffentlichung dieser Enzyklika und unterstreicht die Kernaussage, dass „der Kommunismus in seinem innersten Kern schlecht ist, und man sich auf keinem Gebiet auf eine Zusammenarbeit mit ihm einlassen darf“.

## Zusammenfassung
Mit dieser Enzyklika legt Papst Pius XI. eine grundlegende Kritik über den atheistischen Kommunismus vor, von vornehmster Bedeutung ist dabei die soziale Gerechtigkeit. Diese Enzyklika steht in einem engen Zusammenhang mit der Enzyklika Mit brennender Sorge vom März 1937 und der sogenannten „unterschlagenen Enzyklika gegen den Rassismus.“ 